# 造田村 (香川県大川郡)
造田村（ぞうたそん）は、香川県大川郡にあった村。

## 歴史
- 1890年（明治23年）2月15日 - 町村制施行に伴い、寒川郡野間田村・乙井村・是弘村・宮西村の区域を以て造田村が成立。
- 1899年（明治32年）4月1日 - 大川郡の所属となる。
- 1956年（昭和31年）9月16日 - 大川郡長尾町と新設合併し、改めて長尾町が発足。同日造田村廃止。